# Adolf Hauman
Adolf Hauman was een Belgische atleet, die gespecialiseerd was in het speerwerpen. Hij nam eenmaal deel aan de Olympische Spelen en werd viermaal Belgisch kampioen.

## Biografie
Hauman nam in 1920 deel aan de Olympische Spelen van Antwerpen, waar hij met een Belgisch record van 42,58 m werd uitgeschakeld in de kwalificaties van het speerwerpen.
Tussen 1923 en 1926 behaalde Hauman vier opeenvolgende Belgische titels. In 1926 heroverde hij zijn Belgisch record van Gaston Etienne en bracht het naar 52,38 m.

### Clubs
Hauman was aangesloten bij AA Gent.

## Belgische kampioenschappen
| Onderdeel   | Jaar                   |
| ----------- | ---------------------- |
| speerwerpen | 1923, 1924, 1925, 1926 |

## Persoonlijk record
| Onderdeel   | Prestatie       | Datum            | Plaats |
| ----------- | --------------- | ---------------- | ------ |
| speerwerpen | 52,38 m (ex-NR) | 22 augustus 1926 |        |

## Palmares

### speerwerpen
- 1920:  BK AC - 41,05 m
- 1920: 18e in kwal. OS in Antwerpen - 42,58 m (NR)
- 1921:  BK AC - 43,19 m
- 1923:  BK AC - 42,38 m
- 1924:  BK AC - 46,18 m
- 1925:  BK AC - 47,17 m
- 1926:  BK AC - 51,74 m (NR)
- 1927:  BK AC - 49,06 m